# عزو

رمز العزو حسب المشاع الإبداعي

العزو (بالإنجليزية: Attribution)‏ في قوانين حقوق النشر، هو الاعتراف بعمل شخصٍ ما عند استخدامه في عمل آخر، والعزو مطلوب قانونيا في أغلب رخص حقوق النشر ومنها رخصة جنو للوثائق الحرة ورخصة التشارك الإبداعي.
غالبا ما يكون العزو أول متطلبات الترخيص، فهو يسمح للمؤلف بالحصول على سمعة جيدة مما يعود عليه بالنفع ويمنع الآخرين من سرقة أعماله. وهو أيضا نوع من احترام صانع العمل وشكر له، لكن يمكن الحصول على رخصة من صاحب العمل للتخلص من هذا المطلب.
حسب قوانين الولايات المتحدة، فالعزو غير مطلوب إلا في الأعمال المرئية (الرسوم والصور)، وإنما تترك العزو للمتعاقدين، لكن أغلب القوانين الأوروبية تستوجب العزو في الأعمال المحمية، كما تنصح بعزو العمل حتى لو انتهت فعالية الرخصة كدليل على احترامه.